# Isak Hien
Isak Malcolm Kwaku Hien (Stockholm, 13 januari 1999) is een Zweeds voetballer die doorgaans als centrale verdediger speelt. Hij verruilde Hellas Verona in de winter van 2024 voor Atalanta Bergamo. Hien debuteerde in 2022 in het Zweeds voetbalelftal.

## Clubcarrière

### Zweden
Hien speelde in de jeugd bij Kista SC en ging in 2010 naar de jeugd van AIK Fotboll, waar hij samenspeelde met onder meer Alexander Isak. Hij ging in 2016 naar de jeugdopleiding van Vasalunds IF, waar hij een jaar later naar het eerste elftal werd overgeheveld. Op 17 april maakte hij in de Ettan tegen Umeå FC zijn debuut voor Vasalunds. Tot zijn 21'ste speelde hij nog als spits, voordat hij uiteindelijk werd omgeturnd tot centrale verdediger, waarin hij floreerde. Hij speelde drie seizoenen voor Vasalunds, voordat hij in 2021 naar Djurgårdens IF trok. Daarna werd hij binnen een paar maanden terug uitgeleend aan Vasalunds.

### Hellas Verona
In de zomer van 2022 vertrok Hien naar Hellas Verona, waar hij voor vier seizoenen tekende. Hij maakte op 28 augustus tegen Atalanta Bergamo zijn debuut voor Hellas. Met die club eindigde hij dat seizoen als achttiende, waardoor hij een play-offwedstrijd moest spelen tegen Serie B-team Spezia, dat met 1-3 verslagen werd. Daardoor speelde Hien met Hellas Verona nog een seizoen Serie A. Hij speelde in totaal 44 wedstrijden voor Hellas Verona.

### Atalanta Bergamo
Op 2 januari 2024 tekende hij een contract voor vierenhalf seizoen bij Atalanta Bergamo, dat 9 miljoen euro voor hem neerlegde. Vijf dagen later maakte hij tegen AS Roma zijn debuut. Op 6 maart maakte hij in de achtste finale tegen Sporting CP zijn debuut in de Europa League.

## Clubstatistieken
| Seizoen | Club             | Competitie  | Competitie | Competitie | Beker | Beker | Internationaal | Internationaal | Totaal | Totaal |
| Seizoen | Club             | Competitie  | Wed.       | Dlp.       | Wed.  | Dlp.  | Wed.           | Dlp.           | Wed.   | Dlp.   |
| ------- | ---------------- | ----------- | ---------- | ---------- | ----- | ----- | -------------- | -------------- | ------ | ------ |
| 2017    | Vasalunds        | Ettan       | 19         | 0          | 0     | 0     | —              | —              | 19     | 0      |
| 2018    | Vasalunds        | Ettan       | 0          | 0          | 2     | 0     | —              | —              | 2      | 0      |
| 2019    | Vasalunds        | Ettan       | 22         | 2          | 0     | 0     | —              | —              | 22     | 2      |
| 2020    | Vasalunds        | Ettan       | 26         | 1          | 0     | 0     | —              | —              | 26     | 1      |
| 2021    | Djurgårdens      | Allsvenskan | 5          | 0          | 0     | 0     | —              | —              | 5      | 0      |
| 2021    | → Vasalunds      | Superettan  | 12         | 0          | 0     | 0     | —              | —              | 12     | 0      |
| 2022    | Djurgårdens      | Allsvenskan | 17         | 2          | 2     | 0     | 6              | 1              | 25     | 3      |
| 2022/23 | Hellas Verona    | Serie A     | 33         | 0          | 0     | 0     | —              | —              | 33     | 0      |
| 2023/24 | Hellas Verona    | Serie A     | 10         | 0          | 1     | 0     | —              | —              | 11     | 0      |
| 2023/24 | Atalanta Bergamo | Serie A     | 16         | 0          | 4     | 0     | 6              | 0              | 26     | 1      |
| Totaal  | Totaal           | Totaal      | 160        | 5          | 9     | 0     | 12             | 1              | 181    | 6      |

Bijgewerkt t/m 19 april 2024.

## Interlandcarrière
Hoewel Hien geen interlands speelde voor Zweedse jeugdelftallen, maakte hij op 24 september 2022 tegen Servië zijn debuut voor Zweden. 

## Erelijst
| Competitie         | Aantal           | Jaren            |
| Atalanta Bergamo   | Atalanta Bergamo | Atalanta Bergamo |
| ------------------ | ---------------- | ---------------- |
| UEFA Europa League | 1x               | 2023/24          |

2 Tolói  ·
3 Kossounou ·
4 Hien ·
5 Godfrey ·
6 Sulemana ·
7 Cuadrado ·
8 Pašalić ·
9 Scamacca ·
11 Lookman ·
13 Éderson ·
15 De Roon ·
16 Bellanova ·
17 De Ketelaere ·
19 Djimsiti ·
22 Ruggeri ·
23 Kolašinac ·
24 Samardžić ·
28 Patrício ·
29 Carnesecchi ·
31 Rossi ·
32 Retegui ·
42 Scalvini ·
44 Brescianini ·
77 Zappacosta ·
93 Soppy ·
Coach: Gasperini